# Pere Llorens i Lorente
Pere Llorens i Lorente   (Barcelona, 1925 - Barcelona, 10 d'abril de 2015) va ser un empresari del sector del comerç.

## Biografia
Durant els anys quaranta va ser militant de la CNT (fins al 1949), com el seu pare, i treballà com a mecànic, taxista i de comerciant en un establiment al Mercat del Ninot de Barcelona. Entre 1973 i 1979 fou regidor a l'Ajuntament de Barcelona pel terç sindical i fou un dels impulsors de la unió dels botiguers catalans. El 1975 fou un dels 18 regidors que van votar en contra d'incloure una partida de 10 milions de pessetes per a la llengua catalana.
President de la Confederació de Comerç de Catalunya i de la Confederació Espanyola de Comerç, va impulsar un gran nombre d'iniciatives dins el sector i també va treballat activament a favor de l'extensió, en el seu si, de l'ús del català. En 1987 Joaquim Molins el va nomenar director general de Comerç, però va dimitir el mateix dia en què el Parlament de Catalunya aprovava la Llei de Grans Superfícies. El 2001 ell i Miguel Angel Fraile foren jutjats per l'Audiència de Barcelona sota l'acusació de frau fiscal continuat.
Ell 1984 se li concedeix la Medalla al treball President Macià. El 2003 va rebre la Creu de Sant Jordi. També fou membre del Consell Municipal de Benestar Social de Barcelona com a representant del Consell de Gremis de Comerç, Serveis i Turisme de Barcelona.